# Хамад ибн Али Аль Аттия
Хамад ибн Али Аль Аттия (араб. حمد بن علي العطية‎) — катарский политик, который занимал пост министра обороны. Он курировал развертывание катарских сил во время гражданской войны в Ливии в качестве начальника штаба Вооружённых сил.

## Биография
Аль Аттия занимал должность начальника Генерального штаба Вооружённых сил с 1990-х годов. Во время гражданской войны в Ливии, которая началась в 2011 году, Аль Аттия сообщил, что Катар оказал военную и финансовую поддержку ливийским повстанцам. Он заявил, что «число катарцев на местах было сотни в каждом регионе».
В июне 2013 года, вскоре после восхождения Тамима ибн Хамада Аль Тани на трон, Аль Аттия был назначен министром обороны. Он подписал сделку на 11 миллиардов долларов с министром обороны США Чаком Хейгелом в июле 2014 года. По состоянию на 2015 год он был президентом мультиспортивного клуба El Jaish SC.